# Борсов индекс
Индексът на ценните книжа или борсовият индекс е индекс, който отразява средното ниво на цените (от определени групи или определени сектори) на ценни книжа, търгувани на фондовата борса. Индексът се изчислява въз основа на цените на ценните книжа, обикновено чрез изчисляване на среднопретеглената стойност.
Индексът се използва от инвеститорите, за да се оцени ценовото равнище на дадена индустрия или група и като база за оценка на резултатите от инвестиционните портфейли и сравняване на тези резултати на дневна, месечна, годишна или многогодишна база.
Борсовите индекси основно са индекси на акции и индекси на облигации. Известни световни фондови индекси са Dow Jones и NASDAQ в САЩ, индексът на Япония Nikkei, индекс DAX в Германия и индексът Hang Seng в Хонг Конг.